# Pseudolarentia megalaria
Pseudolarentia megalaria är en fjärilsart som beskrevs av Achille Guenée 1858. Pseudolarentia megalaria ingår i släktet Pseudolarentia och familjen mätare. Inga underarter finns listade.